# Kaigani (indijansko selo)
Kaigani, značajno ljetno naselje ili kamp Haida Indijanaca na jugoistoku Otoka Dall uz obalu Aljaske. Osnovali su ga Haide sa sjeverozapada otoka Kraljice Charlotte, kako bi tu mogli trgovati s bijelcima, protjeravši otuda neka Koluschanska plemena. Po ovom naselju ova grupa Haida dobili su ime Kaigani.
Najdominantnija obitelj u Kaiganiju bili su Yaku-lanas iz klana Gavrana.